# 尕海古城
尕海古城，位于中国青海省海晏县甘子河乡尕海村，1988年9月15日公布为第五批青海省文物保护单位，2019年10月7日公布为第八批全国重点文物保护单位。